# メイボド郡
メイボド郡（ペルシア語: شهرستان میبد）とは、イランのヤズド州に属する郡である。郡中心市はメイボド。2006年の調査では人口70,728人、19,076世帯。郡内の地区（バフシュ）は、中心地区のみである。メイボド、Nadushan、Bafruiyehの3つの市（シャフル）がメイボド郡に属している。